# Batita
Batita (arab. بتيتة) – wieś w Syrii, w muhafazie Aleppo, w dystrykcie Afrin. W 2004 roku liczyła 54 mieszkańców.